# Xenarchus osorius
Xenarchus osorius is een vlinder uit de familie van de Aididae. De wetenschappelijke naam van de soort is voor het eerst geldig gepubliceerd in 1856 door Herrich-Schäffer.